# Hyperechia consimilis
Hyperechia consimilis là một loài ruồi trong họ Asilidae. Hyperechia consimilis được Wood miêu tả năm 1874.